# Río Blanco (Río Huallaga)
Der Río Blanco (span. für „weißer Fluss“), im Oberlauf Río Coyllar, ist ein etwa 37 km langer rechter Nebenfluss des oberen Río Huallaga in Zentral-Peru in der Region Huánuco.

## Flusslauf
Der Río Blanco hat seinen Ursprung in einem Bergsee unterhalb der Südwestflanke des 4960 m hohen Cerro Huamanripayoc, einem Berg im Nordwesten der Cordillera Huaguruncho. Das auf einer Höhe von ungefähr 4400 m gelegene Quellgebiet liegt in der  peruanischen Zentralkordillere im äußersten Südosten des Distrikts San Rafael in der Provinz Ambo. Am Oberlauf befinden sich zwei weitere Bergseen. Der Río Blanco fließt anfangs 7 km nach Norden, anschließend 8 km nach Nordwesten und schließlich nach Norden. An seinem Flusslauf liegen die Ortschaften Corralcancha, San Joaquín, Santa Ana, Alcas, Querojamanan, Estancia Pata und Ayancocha Alta. Auf seinen letzten 5 km wendet sich der Río Blanco in Richtung Nordnordwest und mündet auf einer Höhe von etwa 2449 m in den nach Norden strömenden Río Huallaga.

## Einzugsgebiet
Der Río Blanco entwässert ein Areal von etwa 264 km². Das Einzugsgebiet erstreckt sich über den Osten des Distrikts San Rafael. Es grenzt im Norden an das der Quebrada Huranuisha, im Osten an das des Río Santa Clara, im äußersten Südwesten an das des Río Huachón, im Südwesten an das des Río Pucurhuay sowie im Westen an das des oberstrom gelegenen Río Huallaga.